# Jano (Honduras)
Jano es un municipio del departamento de Olancho en la República de Honduras.

## Toponimia
El nombre de Jano proviene de un pueblo indígena que habitaban en ese lugar.

## Límites
| Orientación | Límite                                     |
| ----------- | ------------------------------------------ |
| Norte       | Municipio de Esquipulas del Norte, Olancho |
| Sur         | Municipio de Salamá, Olancho               |
| Sur         | Municipio de Manto, Olancho                |
| Este        | Municipio de Guata, Olancho                |
| Oeste       | Municipio de La Unión, Olancho             |

Está situado a la margen izquierda del Río Jimine o Río Simón y entre las estribaciones de la Cordillera de Agalta.

## Historia
En 1791, en el recuento de población de 1791 formaba parte del Curato de Silca.
En 1889, en la División Política Territorial 1889 era un Municipio del Distrito de Manto.

## División Política
Aldeas: 8 (2013)
Caseríos: 56 (2013)
| Código | Aldea         |
| ------ | ------------- |
| 151201 | Jano          |
| 151202 | Comayagüela   |
| 151203 | El Zapotillo  |
| 151204 | La Pita       |
| 151205 | La Victoria   |
| 151206 | Las Labranzas |
| 151207 | Pacaya        |
| 151208 | Pintora       |